# Кольчом
Кольчо́м (рос. Кольчём) — село у складі Ульчського району Хабаровського краю, Росія. Входить до складу Солонцівського сільського поселення.

## Населення
Населення — 65 осіб (2010; 122 у 2002).
Національний склад (станом на 2002 рік):
- ульчі — 84 %